# Waterman (Oregon, Umatilla megye)
Waterman az Amerikai Egyesült Államok Oregon államának Umatilla megyéjében elhelyezkedő önkormányzat nélküli település.